# Ilha de Gaiola

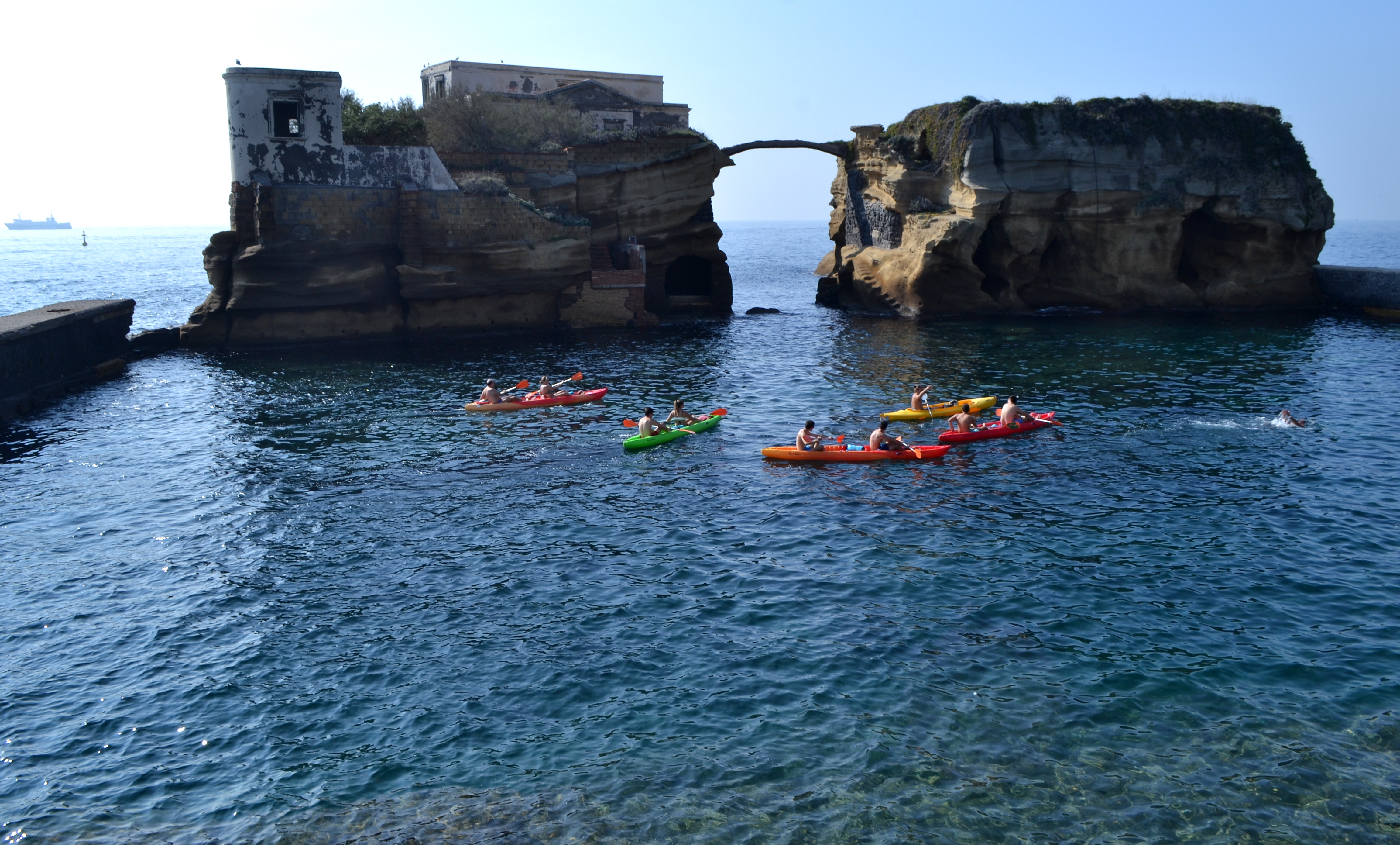
Costões da Ilha de Gaiola

Ilha de Gaiola é uma ilha da cidade italiana de Nápoles. O local recebeu o seu nome por fazer parte do "Parco Sommerso di Gaiola", que é um parque subaquático de área marinha protegida. A denominação "gaiola" e pela sua característica física, possuindo cavidades de pontilham suas rochas e que era chamado por antigos moradores de "caveola" (em latim, pequena caverna) que no dialeto local também denomina uma gaiola.
Outro nome do local é "ilha amaldiçoada", graças às mortes prematuras e trágicas de seus proprietários ou seus familiares ao longo do tempo, começando em 1920, quando o casal suíço Braun morreram. O marido Hans Braun foi encontrado morto envolvido em um tapete e o sua esposa morreu afogada. Novas mortes de seus proprietários ocorreram sucessivamente, sempre de forma incomum, como o alemão Otto Grunback ou do industrial francês Maurice-Yves Sandoz que suicidou-se. Logo depois, o barão alemão Karl Paul Langheim. Alguns parentes de Gianni Agnelli também morreram na ilha. Em 2009 Franco Ambrosio e sua esposa Giovanna Sacco, foram assassinados no local.